# Jakub Sajkowski
Jakub Sajkowski (ur. 1985) – polski poeta.
Absolwent filologii rosyjskiej i angielskiej na Uniwersytecie Adama Mickiewicza w Poznaniu. Redaktor działu krytycznego w sZAFie. Publikował m.in. w Arteriach, artPapierze, Dwutygodniku, Gazecie Wyborczej, Pro Arte, Dwukrotnie nominowany do Nagrody Głównej Ogólnopolskiego Konkursu Poetyckiego im. Jacka Bierezina (w 2008 i w 2009). Finalista projektu „Połów 2009” – wybór przez Andrzeja Sosnowskiego. Wyróżniony w Ogólnopolskim Konkursie im. Andrzeja Krzyckiego w 2010 na debiutancką książkę poetycką. Wyróżniony w VII Ogólnopolskim Konkursie Literackim „Złoty Środek Poezji” 2011 na najlepszy poetycki debiut książkowy roku 2010 za tom Ślizgawki. Nominowany do Nagrody Głównej VI Konkursu im. Klemensa Janickiego 2013. Laureat III nagrody w VI Ogólnopolskim Konkursie Krytycznoliterackim Pulsu Literatury 2013. Laureat Stypendium Artystycznego Miasta Poznania w dziedzinie literatury w 2014. W 2018 roku został laureatem Medalu Młodej Sztuki.

## Poezja
- Ślizgawki (Zeszyty Poetyckie, Gniezno 2010)
- Google Translator (Dom Literatury, Łódź 2015)
- Zestaw do kaligrafii (Wojewódzka Biblioteka Publiczna i Centrum Animacji Kultury w Poznaniu, Poznań 2018)[6]
- Ilha Formosa (Wojewódzka Biblioteka Publiczna i Centrum Animacji Kultury w Poznaniu, Poznań 2021)
- Dziecko bez (Wojewódzka Biblioteka Publiczna i Centrum Animacji Kultury w Poznaniu, Poznań 2024)[7]